# Deresfejű áltimália
A deresfejű áltimália (Pomatostomus temporalis) a madarak osztályának verébalakúak (Passeriformes) rendjébe és a ausztráltimália-félék (Pomatostomidae) családjába tartozó faj.

## Rendszerezése
A fajt Nicholas Aylward Vigors és Thomas Horsfield írták le 1827-ben, a Pomatorhinus nembe Pomatorhinus Temporalis néven.

## Alfajai
- Pomatostomus temporalis rubeculus (Gould, 1840)
- Pomatostomus temporalis strepitans (Mayr & Rand, 1935)
- Pomatostomus temporalis temporalis (Vigors & Horsfield, 1827)[2]

## Előfordulása
Ausztrália, Indonézia és Pápua Új-Guinea területén honos. A természetes élőhelye szubtrópusi és trópusi síkvidéki esőerdők, száraz erdők, szavannák és cserjések. Állandó, nem vonuló faj.

## Megjelenése
Testhossza 23–27 centiméter, testtömege 60–85 gramm. Torka, feje teteje fehér. Szeménél fekete sáv található, máshol sötétbarna színű.
|  |

## Életmódja
Főleg rovarokkal táplálkozik. Zajos, társas madár, 4-12 fős csoportokban él.

## Szaporodás
Szaporodási ideje júliustól februárig tart. Kis csoportokba szegődnek, melyből általában 1 vagy 2 tenyészpár. A csoport többi tagja segítenek megcsinálni a fészket. Két fészket készítenek, egyet, amit a csoport minden tagja használ, és egy másik melyet csak a tojó használ a fiókák nevelésére. A fészkeket évről évre felújítsák, és azt használják. Fészekalja 2-3 tojásból áll. Költési ideje 23 nap, a fiókák fészekben töltött ideje a kikelés után 23 nap.

## Természetvédelmi helyzete
Az elterjedési területe rendkívül nagy, egyedszáma viszont csökken, de még nem éri el a kritikus szintet. A Természetvédelmi Világszövetség Vörös listáján nem fenyegetett fajként szerepel.